# Bernhard Gugler
Bernhard Gugler (ab 1862 von Gugler) (* 5. März 1812 in Nürnberg; † 12. März 1880 in Stuttgart) war Mathematiker, Musikwissenschaftler und Rektor des Stuttgarter Polytechnikums sowie Freund Eduard Mörikes und Alfred von Wolzogens.

## Leben

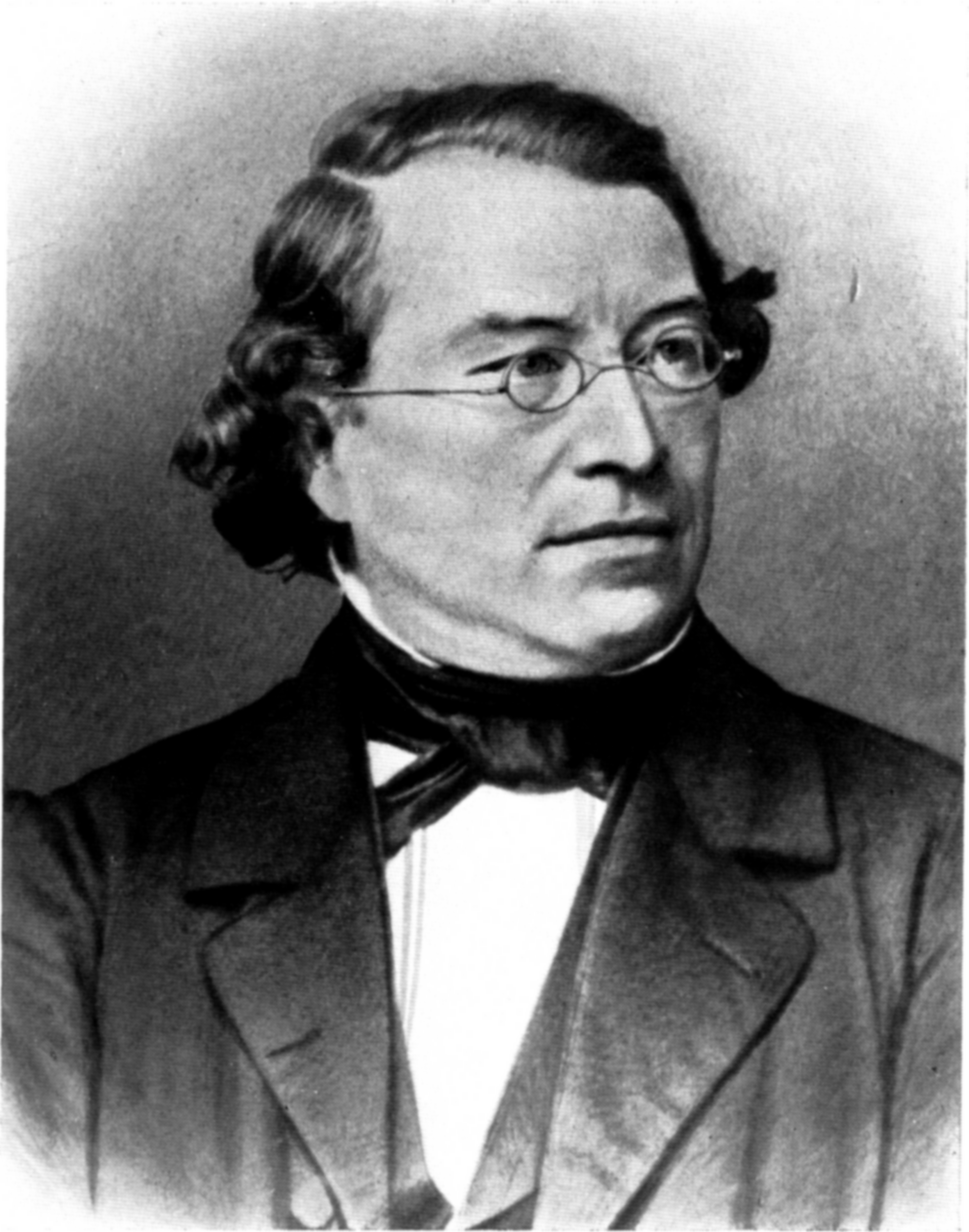
Bernhard Gugler im letzten Lebensjahr, 1880

Geboren wurde Johann Bernhard Gugler in Nürnberg am 5. März 1812 als Sohn eines Schneiders und Pfandleihers. Durch die einfache familiäre Herkunft hatte ihm der Zugang zu einer höheren akademischen Laufbahn zunächst gefehlt, besonders gute schulische Leistungen empfahlen ihn allenfalls zur Ausbildung als Volksschullehrer. Dem Staatswissenschaftler und Technologen Friedrich Benedikt Wilhelm von Hermann (1795–1868) ist es jedoch zu verdanken, dass er von 1829 bis 1832 mit nachhaltiger Förderung durch den Geometrie-Lehrer Karl Georg Christian von Staudt die Städtische Polytechnische Schule in Nürnberg und als außerordentlicher Schüler parallel dazu das Melanchthon-Gymnasium Nürnberg unter dessen Schulleiter Karl Ludwig Roth besuchen konnte.
Von 1832 bis 1835 studierte er an den Universitäten in Erlangen, Wien und München. Am Münchner Polytechnikum erlangte er 1835 die Lehrberechtigung für Landwirtschafts- und Gewerbeschulen, 1836 absolvierte er an der Universität Erlangen die Gymnasiallehrerprüfung. Im Frühjahr 1837 erfolgte die Promotion in Tübingen.
Im selben Jahr heiratete er seine Nürnberger Jugendliebe Marie Leuchs. Aus dieser glücklichen Ehe sollten insgesamt zehn Kinder entspringen, von denen neun das Erwachsenenalter erlebten.
Ab 1836 erhielt er eine Anstellung als Hilfslehrer (ab 1838 Lehrer) an der Kreis-Landwirtschafts- und Gewerbeschule in Nürnberg. 1837 trat er als Lehrer in die jetzt Staatliche Nürnberger Polytechnische Schule ein (1842 Ernennung zum Professor).
Mit seinem 1841 erschienenen „Lehrbuch der Descriptiven Geometrie“ stand den Schülern der Darstellenden Geometrie erstmals ein Kompendium zur Verfügung, welches das Fachwissen seiner Zeit in einem einzigen Band vereinte. Dieses damals maßgebliche Standardwerk erschien bis zu seinem Tode in vier Auflagen.
1843 erfolgte mit der Ernennung zum Professor der Polytechnischen Schule in Stuttgart die Übersiedelung nach Württemberg. Neben der dortigen Anstellung als Hauptlehrer für Deskriptive Geometrie unterrichtete er zusätzlich im Stuttgarter Königin-Katharina-Stift Physik und andere Naturwissenschaften. An dieser ausschließlich Mädchen vorbehaltenen Oberschule lernte er spätestens 1851 Eduard Mörike kennen. An der 1854 neubegründeten Stuttgarter Gewerblichen Fortbildungsschule gab er Unterricht in (technischem) Zeichnen. Noch im selben Jahr wurde er Vorstand dieser Anstalt. Den Höhepunkt seiner beruflichen Laufbahn bildete von 1858 bis 1862 die Vorstandschaft der Polytechnischen Schule, des Vorläufers der späteren Technischen Hochschule und heutigen Universität Stuttgart. 1862 wurde Bernhard von Gugler als Anerkennung für seine Verdienste das Ritterkreuz des Ordens der Württembergischen Krone verliehen.

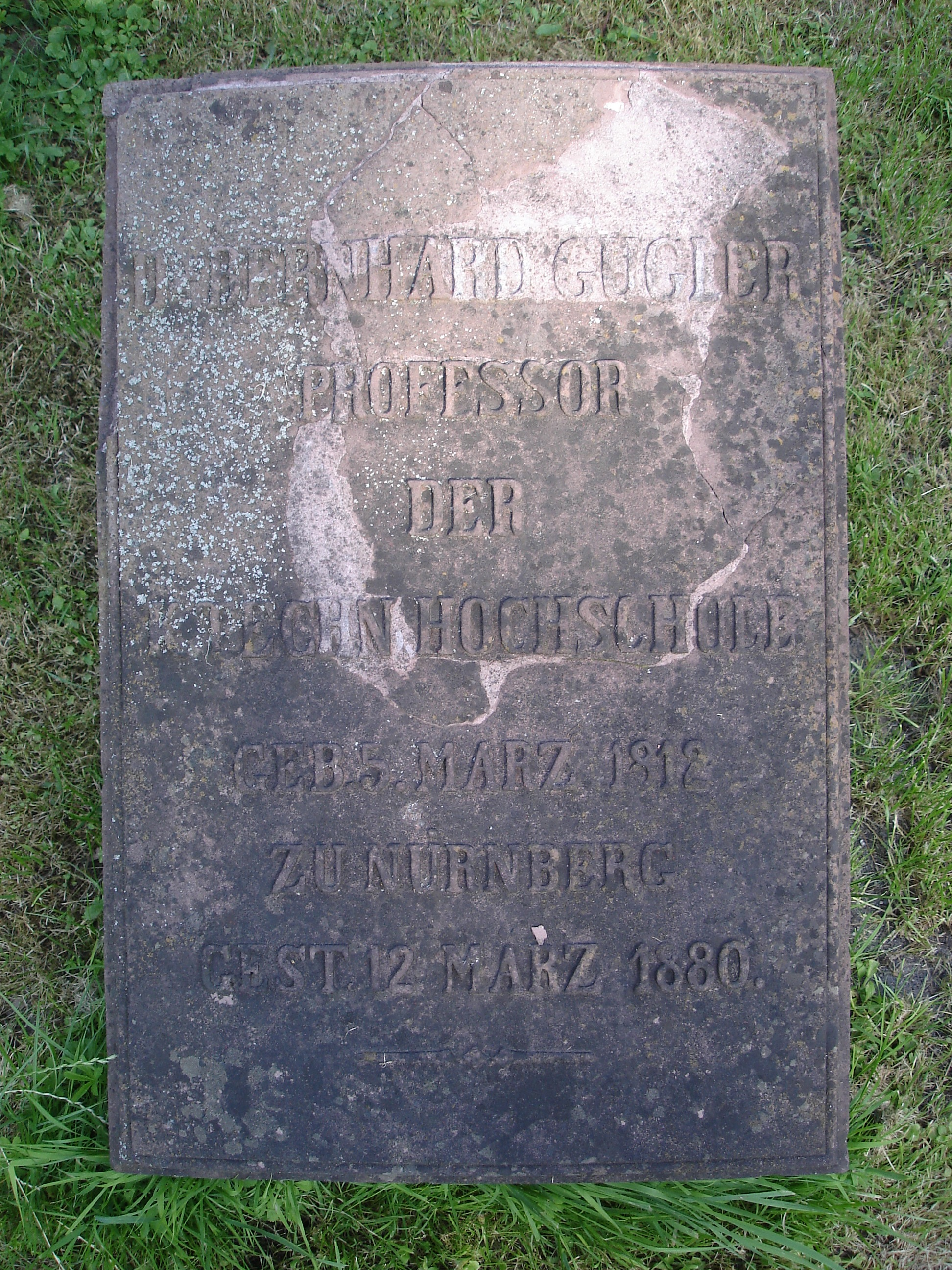
Grabplatte auf dem Stuttgarter Pragfriedhof

Weitere Höhepunkte bescherte ihm die Musik. Unter anderem als Mitbegründer des Stuttgarter Vereins für Klassische Kirchenmusik brachte er sich im Kreis um die Familie Zumsteeg sehr in das blühende Stuttgarter Musikleben ein. In Erinnerung blieb Bernhard Guglers Name insbesondere durch seine Librettobearbeitungen von Mozarts / da Pontes Opern „Così fan tutte“ (1856) und „Don Giovanni“ (1868). Seine zur damaligen Zeit noch unübliche akribische Arbeit am Autograph machte den Naturwissenschaftler Bernhard Gugler neben Friedrich Chrysander zu einem Mitbegründer der modernen methodischen Quellenkritik in der Musikwissenschaft.
Neben eigenen mathematischen Büchern, Übersetzungen ausländischer Autoren, Schriften über das Schulwesen und zu musikalischen Themen, veröffentlichte der vielgereiste Besucher mehrerer Weltausstellungen (London 1851 und 1862, Paris 1867, Wien 1873) unzählige Zeitschriftenaufsätze zu gesellschaftlichen Themen aller Art.

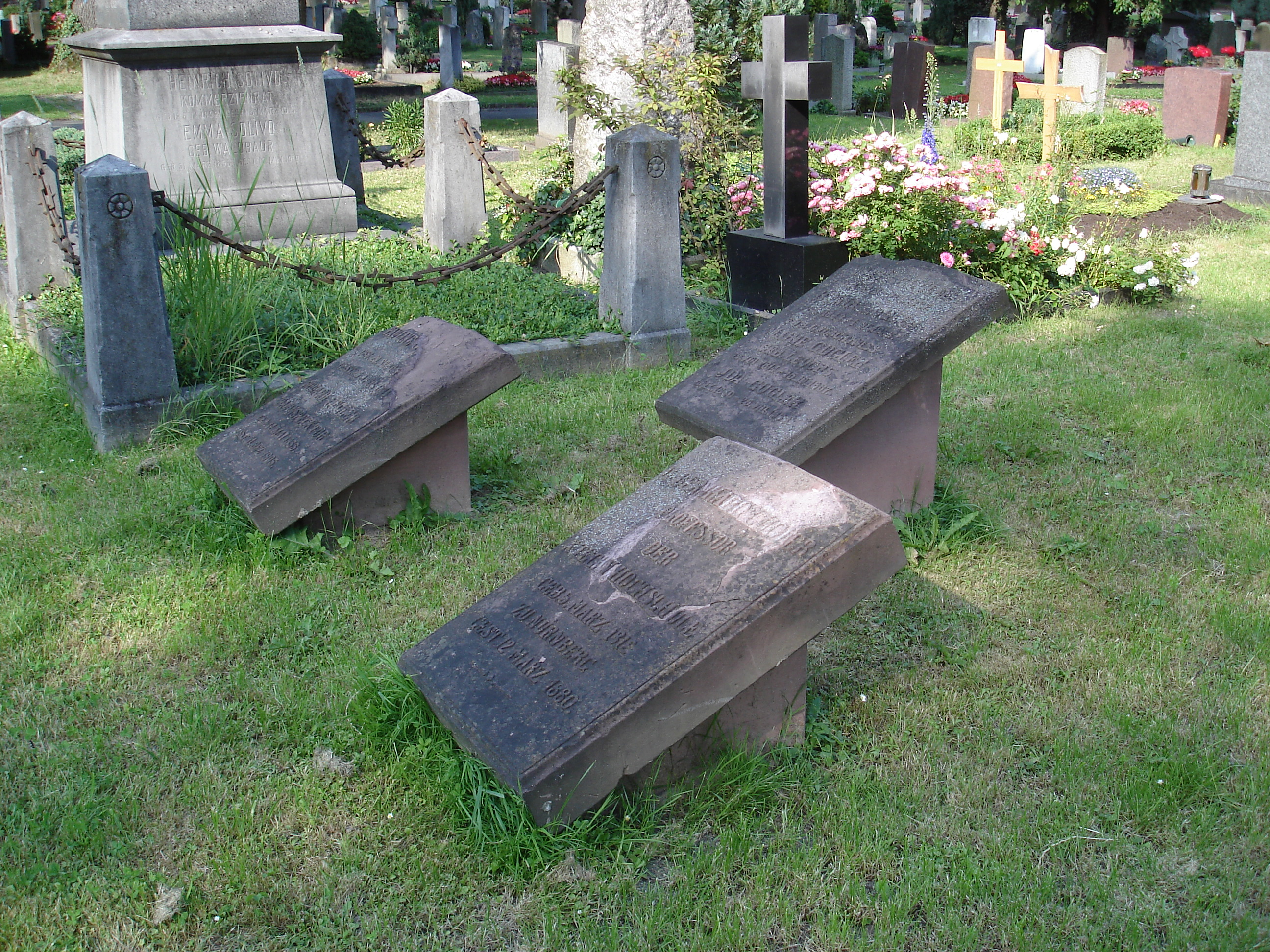
Grab der Familie Gugler auf dem Stuttgarter Pragfriedhof

Bernhard von Gugler starb am 12. März 1880 nach längerer Krankheit. Sein im Jahr 2007 renoviertes Grab auf dem Stuttgarter Pragfriedhof befindet sich gegenüber der Grabstätte Eduard Mörikes.